# El gran masturbador
El gran masturbador és un famós quadre del pintor català Salvador Dalí realitzat l'any 1929, d'estil surrealista. Està fet mitjançant la tècnica de l'oli sobre tela, i les seves mides són 110 × 150 centímetres. Es conserva a Madrid, al Museu Reina Sofia, ja que va ser llegat per Dalí a l'estat espanyol.
L'obra va ser realitzada a finals de l'estiu en què Dalí va conèixer Gala, qui havia anat a visitar la casa del pintor a Cadaqués amb el seu marit de l'època, Paul Éluard.
Aquest quadre és en realitat un autorretrat: la gran massa de color carn és una de les personificacions de l'artista que també podem trobar representada a altres quadres com La Persistència de la memória. Aquesta pintura té les característiques de tota la seva pintura surrealista i una unitat equilibrada, tot i el gran nombre d'elements que presenta. Reflecteix el malestar de l'autor, que temia, fins i tot, perdre el seny. Tant el títol com el motiu central no deixen dubtes sobre les implicacions sexuals del quadre: el sexe era una de les obsessions del pintor.
En la pintura hi ha retratades totes les obsessions de l'autor:
- L'element principal és el seu autoretrat, barreja de cap humà i roques de la zona del pla de Tudela, a prop de Cadaqués, que repetirà en molts altres quadres com La persistència de la memòria i L'enigma del desig. Estilitzat, però recognoscible, es caracteritza pel seu color groguenc, el seu gran nas recolzat a terra i la seva cara allargada. Les pestanyes llargues representen la contraposició entre el somni anodí d'una consumació física irremeiable i el somni que els nostres desitjos es compleixin.
- L'acte de masturbar-se i la seva por a les relacions sexuals. Dalí mai va tenir una relació molt saludable amb el sexe, s'afirma que el seu pare va ensenyar-li fotos molt gràfiques de malalties per transmissió sexual quan era petit. Llavors, va desenvolupar una obsessió per la masturbació, d'aquí ve el títol de l'obra. Ell mateix va confessar que la masturbació era el centre del seu herotisme i l'eix del seu mètode paranoïc crític.[4]
- La llagosta, un animal que li provocava terror des de la seva infància i que es troba enganxat a la boca del seu autoretrat. Està en estat de descomposició, cosa que atreu moltes formigues que simbolitzen la mort.
- Un ham com a lligam amb la seva família, que volia retenir-lo al seu costat i tornar-lo a una manera de vida tradicional, de la qual cosa ell dona mostres de voler desprendre's definitivament.
- El lleó com a desig sexual, amb una llengua rosada com un símbol fàl·lic.
- Unes pedres com el seu passat.
- Una figura aïllada com a solitud.
- El tema de la masturbació apareix en la dona que emergeix del seu retrat i el rostre de la qual aquesta prop d'uns genitals masculins amagats en uns cenyits calçotets.
- Un lliri blanc enganxat a la dona que simbolitza la puresa, una enrevessada manera de definir la masturbació com la relació sexual més pura. El pistil de la flor és, a més, un altre símbol fàl·lic.
- Com sempre des que la va conèixer, Gala hi apareix representada, en aquest cas en la parella que s'abraça, en què ella es metamorfosa en una roca, record de les passejades que van donar per la platja.

L'obra està acompanyada d'un poema que ajuda a profunditzar en el seu significat.